# 村田雄介
村田雄介（日语：／ Murata Yūsuke，1978年7月4日—），日本漫畫家。男性。出身於熊本縣。代表作有《光速蒙面俠21》（《週刊少年Jump》）、《一拳超人》（《隔壁的YOUNG JUMP》）。

## 來歷、人物
村田在小學5年級隨著父親調職之前，一直居住於宮城縣仙台市太白區八木山彌生町。中學時期，他開始參加動作遊戲《洛克人4》、《洛克人5》所企劃的「頭目角色募集」比赛，結果他設計的塵埃人（Dust man）、水晶人（Crystal Man）分別獲得採用。2024年1月，在其Twitter（現X）宣佈成立動畫製作工作室。

## 受獎歷
- 1995年：第122屆（4月期）HOPE☆STEP獎（日语：ホップ☆ステップ賞）入選（《同伴》）
- 1998年：第51屆赤塚獎（日语：赤塚賞）準入選（《並不覺得冷》）

## 作品列表

### 連載
- 光速蒙面俠21（原作：稻垣理一郎，《週刊少年Jump》2002年34號—2009年29號）擔任作畫
- 村田雄介漫畫研究所R（《週刊少年Jump》2008年22、23合併號—2010年24號）月一連載
- 熱血車研社（日语：曇天・プリズム・ソーラーカー）（原作：太田垣康男，《Jump Square》2010年10月號—2011年7月號）擔任作畫
- 一拳超人[5]（原作：ONE，《隔壁的YOUNG JUMP》2012年6月14日—連載中）擔任作畫
- 漫畫家宵夜研究所（日语：マンガ家 夜食研究所）（《週刊Morning》2016年31號—49號）

### 短篇
- 同伴（《週刊少年Jump增刊 秋季特別號》1995年，31頁）
- 並不覺得冷（《週刊少年Jump》1998年29號，15頁）
- 怪盗COLT（《週刊少年Jump》2002年12號，19頁）
- 光速蒙面俠21（原作：稻垣理一郎，《週刊少年Jump》2002年14號、15號，33頁、31頁）擔任作畫
- JUMP SUPER STARS 不可思議之國度的瀨那!?（《週刊少年Jump增刊 JUMP勇者號》2005年，23頁）
- （《Jump Square》2008年4月號，35頁）
- BLUST！（《週刊少年Jump》2009年22、23合併號，51頁）
- Mine's（《週刊少年Jump》2010年29號，47頁）
- 彈丸天使粉絲俱樂部（原作：ONE，《Miracle Jump》2012年8號，57頁）擔任作畫
- 怒濤的勇者們（原作：ONE，《週刊YOUNG JUMP》2012年6、7合併號，19頁）擔任作畫
- 蟑螂剋星（原作：ONE，《YOUNG GANGAN》2015年7號，31頁）擔任作畫
- 科學與魔法的格鬥家們（《週刊少年Jump》2019年35號，60頁）擔任作畫

### 動畫
- 魔神之骨（人物原案、第12話原畫）

### 插圖
- 蜘蛛宇宙（日语：スパイダーバース）（日本版單行本封面插圖）
- 快打旋風 THE NOVEL 比我要強的傢伙們（2016年，原作：CAPCOM，著者：矢野隆（日语：矢野隆 (小説家)），發行：PHP研究所）

### 電子遊戲
- 搭檔任務 秘密搜查組（日语：バディミッション BOND）（人物設定）

## 助手
- 板倉雄一（日语：板倉雄一）[6]
- 園田辰之助（日语：園田辰之助）[7]
- 西義之[7]
- 中島諭宇樹（日语：中島諭宇樹）[8]
- 藤野耕平（日语：藤野耕平）[7]
- 川口幸範（日语：川口幸範）
- 竹內良輔（日语：竹内良輔）
- 三代川將（日语：ミヨカワ将）[9]
- 森本尚司[6]
- 增田英二[10]

## 外部連結
- 村田雄介的X（前Twitter） （日語）
- 村田雄介 （页面存档备份，存于） （日語）—媒體藝術資料庫（日语：メディア芸術データベース）